# Oron Catts
Oron Catts (* 1967 in Helsinki) ist ein finno-australischer Künstler und Forscher, der derzeit (Stand 1. Oktober 2023) in Perth, Westaustralien, lebt, wo er seit 1996 an der University of Western Australia beschäftigt ist.
Er arbeitet als künstlerischer Leiter von SymbioticA, das er auch mitbegründet hat. Zusammen mit Ionat Zurr gründete er das Tissue Culture & Art Project. Von 2000 bis 2001 war er wissenschaftlicher Mitarbeiter am Tissue Engineering and Organ Fabrication Laboratory der Harvard Medical School. Er hat auch mit zahlreichen anderen biomedizinischen Labors in verschiedenen Ländern zusammengearbeitet.

## Works
Victimless Leather – ein Prototyp einer nahtlosen Jacke, die aus Zellkulturen in eine Gewebeschicht gezüchtet wurde, die von einer mantelförmigen Polymerschicht getragen wird. Dies ist ein Teilprojekt des Tissue Culture & Art Project, bei dem die Künstler eine Lederjacke wachsen lassen, ohne Tiere zu töten. Das Züchten des opferlosen Leders problematisiert das Konzept des Kleidungsstücks, indem es es halblebendig macht. Dieses künstlerisch gewachsene Kleidungsstück soll Menschen mit den moralischen Implikationen konfrontieren, die das Tragen von Teilen toter Tiere aus Schutz- und ästhetischen Gründen mit sich bringt, und konfrontiert Vorstellungen von Beziehungen zu manipulierten lebenden Systemen.
Das Pig Wings-Projekt mit Ionat Zurr und Guy Ben-Ary wurde in den Jahren 2000–2001 während eines Aufenthalts im Tissue Engineering and Organ Fabrication Laboratory am Massachusetts General Hospital der Harvard Medical School entwickelt. Die Arbeit nutzte Tissue Engineering und Stammzelltechnologien, um Schweineknochengewebe in der Form dieser drei Flügelsätze zu züchten. Das Pig Wings Project präsentiert die ersten flügelförmigen Objekte, die aus lebendem Schweinegewebe gezüchtet wurden. Dieses absurde Werk stellt ethische Fragen in Bezug auf eine nahe Zukunft, in der halblebende Objekte (Objekte, die teilweise lebendig und teilweise konstruiert sind) existieren, zusammen mit philosophischen Konzepten rund um die Organtransplantation zwischen Arten. Zusammen mit dem Center for Genomic Gastronomy moderierte er von 2012 bis 2019 eine Live-Kochshow mit dem Titel Art Meat Flesh. Auf Art Meat Flesh haben der Forscher Mark Post und andere Wissenschaftler und Philosophen die Zukunft von Protein in der Küche probiert und diskutiert.